# Shishi-odoshi

Un shishi-odoshi rompt la quiétude d'un jardin japonais avec le bruit d'un culbuteur de bambou frappant un rocher.

Le terme shishi-odoshi (鹿威し, littéralement « effrayer les cerfs ») désigne les dispositifs japonais conçus pour effrayer les oiseaux et les bêtes nuisibles à l'agriculture, tels que les kakashi (épouvantail), les naruko (clapets) et les sōzu. Dans un sens plus étroit, il est synonyme de sōzu.
Un sōzu est un type de fontaine à eau employé dans les jardins japonais. Il est constitué d'un tube segmenté, habituellement en bambou, pivotant sur un côté de son point d'équilibre. Au repos, son extrémité la plus lourde est en appui contre un rocher. Un filet d'eau remplit l'extrémité supérieure du tube et finit par déplacer le centre de gravité au-delà du pivot, ce qui entraîne la rotation du tube et l’évacuation de l'eau. L'extrémité la plus lourde retombe alors sur le rocher, produisant un bruit sec, et le cycle se répète. Ce bruit est destiné à surprendre les herbivores tels que cerfs ou sangliers qui peuvent être en train de brouter les plantes du jardin.

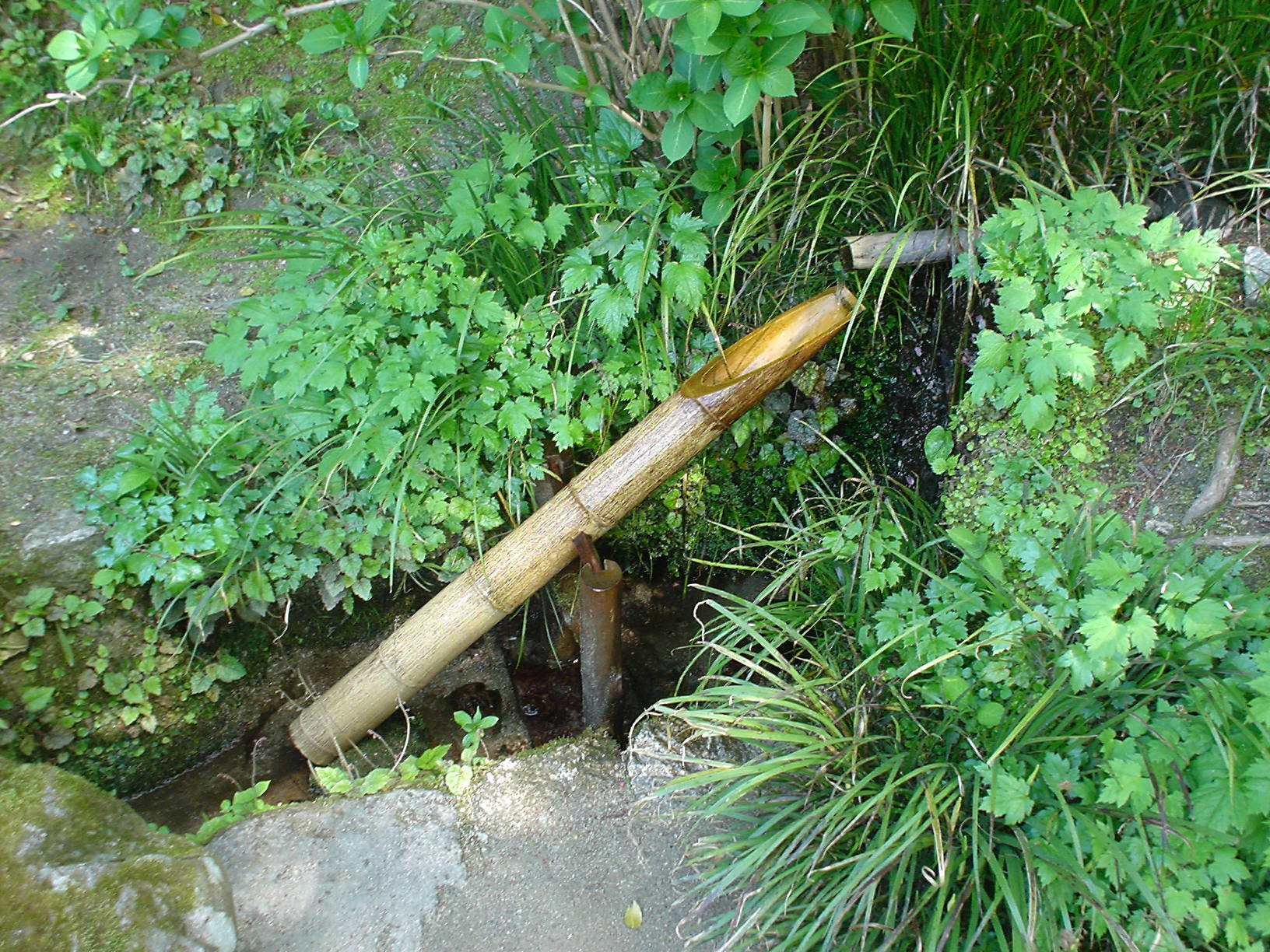
Un sōzu, espèce de shishi-odoshi, au Shisen-dō, temple historique de Kyoto.

## Référence
- (en) Cet article est partiellement ou en totalité issu de l’article de Wikipédia en anglais intitulé « Shishi-odoshi » (voir la liste des auteurs).